# لی یونگ یو
لی یونگ یو (کره‌ای: 이영유؛ زادهٔ ۱۰ ژوئیه ۱۹۹۸) بازیگر و خواننده اهل کره جنوبی است. او در اوساکا، ژاپن از والدین کره‌ای به دنیا آمد. او حرفه بازیگری را در سال ۲۰۰۳ آغاز کرد. او در سال ۲۰۰۸ با انتشار یک تک‌آهنگ فعالیت انفرادی خود را آغاز کرد